# Вальшонок, Ольга Самойловна
Ольга Самойловна Вальшонок (9 февраля 1896, Витебск — 15 сентября 1977, Пенза) — советский учёный в области невропатологии. Доктор медицинских наук (1954), профессор (1960).

## Биография
Окончила Харьковский мед. институт (1924), где работала ассистентом, доцентом кафедры нервных заболеваний (1924–1932). С 1932 – работала в Украинском психоневрологическом институте: руководитель отдела вегетативной патологии (1944–71).

## Научные труды
- «До клініки і патологічної анатомії групи захворувань Вільсонпсевдосклерози» // Укр. мед. архів. Х., 1930. Т. 6, зошит 1–2 (соавтор.);
- «Об изменении углеводно-фосфорного обмена при опухолях головного мозга» // Опухоли головного мозга. Х., 1958 (соавтор.);
- «О вегето-трофических расстройствах при опухолях и экспериментальной компрессии лобных долей» // Сб. тр. Укр. н.-и. психоневрол. ин-та. Х., 1959;
- «О рефлекторных вегетативных синдромах в отдаленном периоде поражений периферической нервной системы» // ЖНП. 1962. № 2;
- «Вегетативные синдромы при сосудистых поражениях головного мозга в клинике и эксперименте» // Сб. тезисов докл. 4-го Всесоюз. съезда невропатологов и психиатров: В 2 т. Т. 2. Москва, 1963;
- «Болевая семиотика в клинике рефлекторных вегетативных синдромов при травматических поражениях периферической иннервации и аспекты патогенетической терапии» // Тр. конф. нейрохирургов. Ереван, 1965.